# Popova Šapka
Popova Šapka (makedonska: Попова Шапка) är ett berg i Nordmakedonien. Det ligger i kommunen Tetovo, i den nordvästra delen av landet, 50 kilometer väster om huvudstaden Skopje. Toppen på Popova Šapka är 1 780 meter över havet.